# Tripolis (Film)
Tripolis ist ein US-amerikanischer Abenteuerfilm aus dem Jahr 1950 mit John Payne und Maureen O’Hara in den Hauptrollen. Der Film wurde von Pine-Thomas Productions produziert.

## Handlung
Zu Beginn des 19. Jahrhunderts erklären die USA dem Barbareskenstaat den Krieg, was zum Amerikanisch-Tripolitanischen Krieg führt. US-Handelsschiffe wurden zu Tributzahlungen an Barbaresken-Piraten, die von Tripolis aus operierten, gezwungen.
Lieutenant O’Bannon dient auf einem Schiff der US Navy, das im Mittelmeer auf Patrouille ist. Er meldet sich freiwillig zu einer vom US-Präsidenten genehmigten Mission, die Küste nahe Tripolis unter Kontrolle zu bringen. Eine Einheit Infanterie soll dazu die Wüste durchqueren und die Hafenstadt Derna in der Nähe von Tripolis einnehmen. General Eaton führt die Truppen O’Bannons und Lieutenant Tripps zu einem Treffen mit dem Ex-König Hamet Karamanli, der seinen Thron an seinen Bruder verloren hat. Hamet will verhindern, dass die USA mit seinem Bruder Frieden schließen und verspricht die Bereitstellung eigener Truppen. O’Bannon erhält das Kommando über die Truppen, zu denen auch ein griechisches Kontingent unter Captain Demetrios gehört.
Einen Monat lang werden Soldaten zusammengezogen und Vorräte beschafft. Hamet wird erlaubt, seine Tänzerinnen mitzunehmen. Die Mitnahme der Gräfin D'Arneau, die auf Karamanlis Geld aus ist, wird von O’Bannon verweigert. Die Gräfin verkleidet sich als Tänzerin und kann so unentdeckt mitreisen. O’Bannon entdeckt sie dennoch, belässt sie aber bei den Tänzerinnen. Das einzige Wasserloch in 100 Meilen Umkreis ist zerstört, O’Bannon erkennt, dass ein Trupp Barbaresken ihnen folgt. Hamit drängt darauf zurückzukehren, doch O’Bannon führt seine Karawane weiter. 
Zwischen dem Lieutenant und der Gräfin kommt es zu einer Romanze, die jedoch von Captain Demetrios unterbrochen wird. Ein aufziehender Sandsturm zwingt zum sofortigen Aufbruch. Trotz des Sturmes wird das Wasserloch erreicht. Einem anwesenden Handelsreisenden bietet O’Bannon Hilfe an. Er ahnt nicht, dass der Mann ein Agent von Hamets Bruder ist, der Hamet dazu bringt, die Amerikaner zu betrügen, um seine Krone wiederzuerlangen. Als die Küste erreicht ist, hat der Händler die arabischen Truppenteile zur Meuterei aufgesetzt. O’Bannon, Tripp und Demetrios können die Meuterei beenden und sich an der Küste mit General Eaton und Admiral Barron treffen. O’Bannon verlangt für den Angriff auf Derna mehr Männer, nimmt aber seine Forderung wegen Barrons höherem Rang zurück. Hamet unterrichtet den Händler von den Angriffsplänen der Amerikaner.
Die US-Schiffe beginnen, Derna zu beschießen, während O’Bannon, Tripp und Demetrios auf das Zeichen zum Angriff warten. Die Gräfin erfährt von Hamets Verrat und eilt zu O’Bannon. Der lässt an die Schiffe signalisieren, das Feuer einzustellen. Von der Gräfin erfährt er, dass die schweren Geschütze in Derna anders positioniert wurden. Der Lieutenant signalisiert, erst zu feuern, wenn er die neue Position der Kanonen ermittelt hat. O’Bannon übergibt Tripp das Kommando über die Kavallerie, die die Stadtmauern angreifen soll. Währenddessen verkleiden sich O’Bannon, Demetrios und Sergeant Derek als Araber und betreten die Stadt. Sie finden die Geschütze im Palast platziert. O’Bannon legt Feuer, was Admiral Barron zutreffend als Signal zum Beschuss deutet. Allerdings kann O’Bannon durch Trümmer den Palast nicht verlassen. Hamet erkennt, dass sein Verrat fehlgeschlagen ist und entschließt sich, den Amerikanern zu helfen. 
O’Bannon kann mit einer US-Flagge das Zeichen zur Feuereinstellung signalisieren. Trotz schwerer Verluste ist dies der erste Sieg von US-Truppen auf fremden Boden. O’Bannon und die Gräfin werden ein Paar, Derna wird als sicher erklärt.

## Historischer Hintergrund
1801 erklärte der Pascha von Tripolis den USA wegen ausbleibender Tributzahlungen den Krieg. 
Historische Personen, die im Film vorkommen bzw. genannt werden, sind Lieutenant Presley O’Bannon, Hamet Karamanli und sein Bruder, Admiral Barron und General Eaton.
Die Schlacht von Derna, bei der die Stadt, wie im Film gezeigt, von der Land- und der Seeseite zugleich angegriffen wurde, fand im April und Mai 1805 statt und gilt als Wendepunkt des Krieges zu Gunsten der USA.

## Produktion

### Hintergrund
Gedreht wurde der Film vom 21. März bis Ende April 1950 in Palm Springs sowie in den Paramount-Studios in Hollywood.

### Stab
Alex Weldon und Darrell A. Anderson waren für die Spezialeffekte verantwortlich. Loyal Griggs war der Chef-Kameramann der Second Unit.

## Synchronisation
| Rolle           | Schauspieler    | Deutscher Synchronsprecher |
| --------------- | --------------- | -------------------------- |
| Lt. O’Bannon    | John Payne      | Heinz Engelmann            |
| Gräfin D'Arneau | Maureen O’Hara  | Tilly Lauenstein           |
| Cpt. Demetrios  | Howard Da Silva | Clemens Hasse              |
| Hamet Karamanli | Phillip Reed    | Curt Ackermann             |
| Sgt. Derek      | Grant Withers   | Paul Wagner                |
| Lt. Tripp       | Lowell Gilmore  | Eckart Dux                 |
| Khalil          | Alan Napier     | Eduard Wandrey             |
| Il Taiib        | Alberto Morin   | Erich Poremski             |
| Adm. Barron     | Grandon Rhodes  | Fritz Tillmann             |

## Veröffentlichung
Die Premiere des Films fand am 9. November 1950 statt. In der Bundesrepublik Deutschland kam er am 17. April 1954 in die Kinos, in Österreich bereits im Februar 1954.

## Kritiken
Das Lexikon des internationalen Films schrieb: „In der Abenteuerhandlung sind sämtliche Klischees von Westernheldentum, Fremdenlegionärsromantik und Hurrapatriotismus untergebracht. Dagegen können auch bewährte, in schmucke Kostüme gesteckte Darsteller nicht anspielen.“
Die Filmzeitschrift Cinema befand: „1-a-Technicolor.“
Bosley Crowther von der The New York Times sah ein üppiges Abenteuerdrama, das zwar den Krieg mit den Barbaresken-Korsaren im Mittelmeer verfälsche, dennoch eine mitreißende und zugkräftige Show biete.
Der Kritiker des TV Guide beschrieb den Film als dummes Kostümabenteuer, eine hübsche aber zumeist wertlose Leistung von Paramounts B-Film-Abteilung.